# هانس ناغل
هانس ناغل (بالألمانية: Hans Nagel)‏ (و. 1926 – 1978 م) هو نحات، وأستاذ جامعي ألماني، ولد في فرانكفورت، توفي في بون، عن عمر يناهز 52 عاماً.